# Amelia Larguía
Amelia Larguía (nacida el 5 de enero de 1875 en Santa Fe, Argentina) fue una coleccionista y arqueóloga aficionada. Es conocida por la importancia de sus colecciones compuestas por más de 4000 piezas arqueológicas y restos óseos humanos, y por su activa participación en los debates de la arqueología argentina desarrollados entre 1930 y 1940.

## Reseña biográfica
Amelia Larguía nació en el seno de una familia acomodada de Santa Fe. Su madre fue Mauricia Mercedes Descalzo Gómez (1842-1876) y su padre el ingeniero Jonás Larguía (1832-1891). Contrajo matrimonio con Juan Carlos Crouzeilles (1869-1917) en 1899, quien falleció en 1917. Juntos tuvieron seis hijos. La actividad como arqueóloga aficionada de Amelia Larguía comenzó a sus 60 años, cuando sus hijos fueron mayores, y ella comenzó a interesarse por los hallazgos arqueológicos de Arroyo Leyes, un importante yacimiento de la región.
De este modo, hacia 1931 inició la formación de una importante colección de piezas arqueológica, que se inició hacia 1931 y continuó creciendo hasta su muerte en 1952. Las piezas recolectadas superaron las 4000 entre cerámicas regionales, materiales líticos y restos óseos y son conocidas como "Colección Larguía de Crouzeilles".
Amelia Larguía de Crouzeilles fue la primera en describir, interpretar y difundir los yacimientos arqueológicos existentes en la región de los bajos submeridionales. Los sitios arqueológicos señalados por ella se ubicaban en las orillas y en islas de los
ríos cercanos a la ciudad de Santa Fe: Paraná, Saladillo, Leyes, entre otros.
Larguía se dedicó a la reconstrucción de las piezas que recolectaba a partir de fragmentos y a su posterior análisis e interpretación, pero también a recorrer los arroyos cercanos en busca de yacimientos. Publicó varios trabajos sobre el hallazgo y la interpretación de diversas piezas y algunos informes que despertaron la atención de los
arqueólogos más reconocidos de Argentina en aquella época.
Recientemente se ha reivindicado a Amelia Larguía cuyos aportes fueron invisibilizados por el sesgo existente en las ciencias.  Tuvo un rol relevante en el debate más intenso que se dio en la arqueología argentina los años ‘30, el cual ocurrió  fue entre arqueólogos profesionalizados y aficionados de la disciplina, y se refirió al origen de las piezas del yacimiento de Arroyo Leyes.
El trabajo de Larguía fue decisivo en el debate respecto de las piezas del Arroyo de Leyes. Un grupo de especialistas como Joaquín Frenguelli, Fernando Mántaras y Raúl Carabajal, sostenía que las piezas eran apócrifas, construidas por los lugareños.   Por otra parte, Larguía junto a Antonio Serrano, Manuel Bousquet y Félix Outes sostenían que eran obra de indígenas chaqueños, durante el periodo de contacto con los españoles,  y habrían sido llevadas luego a la cercanías de Santa Fe. Larguía halló variedades cerámicas en el paradero San Guillermo, entre las que se destacó “una cabeza de loro estilizada y que vierte dos largas lágrimas”, la cual mostraría un vínculo con la Civilización Chaco-Santiagueña, definida
por los hermanos Emilio y Duncan Wagner.

El afán científico de Amelia Larguía la llevó a posicionarse entre las eminencias de la época como una destacada arqueóloga a pesar de no contar con estudios formales en la disciplina:

En una de mis visitas que hiciera en compañía del Prof. Serrano, a la Sra. Amelia Larguía de Crouzeilles, distinguida arqueóloga y poseedora de una de las colecciones más valiosas de la cerámica indígena de los alrededores de la ciudad de Santa Fe, al revistar parte de su interesante material, llamaron nuestra atención las cuatro pequeñas piezas de barro cocido (dos enteras y dos fragmentos) que reproduce la fig. 1. Después de examinarlas detenidamente ,estuvimos de acuerdo en interpretarlas como discos auriculares u orejeras y al indagar su procedencia, nuestro interés se acrecentó al saberlas procedentes de paraderos situados sobre las márgenes del arroyo Leyes. Por cortesía de la Sra. de Crouzeilles he dispuesto de ellas para este estudio.
Amelia Larguía

Las piezas de su colección fueron objeto de estudios por los especialistas. La considerable cantidad de restos de cerámica hallados por Larguía colaboraron al conocimiento casi completo de la alfarería de los aborígenes del litoral paranense. Su hábito de fracturar intencionalmente los vasos que dejaban en sus travesías, e incluso de dispersar luego los fragmentos, da un valor especial a las piezas enteras halladas por Amelia. Larguía fue además fuente de inspiración para otros pobladores de la zona se dedicasen también a la disciplina en forma amateur.

## Distinciones
Amelia Larguía es reconocida y homenajeada como la primera arqueóloga santafesina. El Municipio de Santa Fe, junto al Proyecto Memorias Urbanas Feministas, colocó en 2022 una baldosa conmemorativa sobre Amelia Larguía de Crouzeilles, socia activa de la Sociedad Científica de Santa Fe. Se trató de un reconocimiento que busca visibilizar la historia de mujeres destacadas de la región.  La baldosa fue emplazada en la vereda de la Escuela Industrial Superior.